# اشچیانکا، شهرستان استاسزو
اشچیانکا، شهرستان استاسزو (به لاتین: Trzcianka, Staszów County) یک منطقهٔ مسکونی در لهستان است که در Gmina Osiek, Świętokrzyskie Voivodeship واقع شده‌است.

## خصوصیات
اشچیانکا ۱۵۳٫۴ متر بالاتر از سطح دریا واقع شده‌است.